# Ancharius fuscus
Ancharius fuscus је зракоперка из реда Siluriformes. 

## Угроженост
Подаци о распрострањености ове врсте су недовољни.

## Распрострањење
Ареал врсте је ограничен на једну државу. 
Мадагаскар је једино познато природно станиште врсте.

## Станиште
Станишта врсте су шуме, речни екосистеми и слатководна подручја. 
Врста Ancharius fuscus је присутна на подручју острва Мадагаскар. 